# Vanitas vanitatum et omnia vanitas
Vanitas vanitatum et omnia vanitas (in italiano, "vanità delle vanità, tutto è vanità") è una locuzione latina. Come Nihil sub sole novum, la frase è tratta dalla versione in latino del Qohelet (o Ecclesiaste), un libro sapienziale della Bibbia ebraica e cristiana, in cui ricorre per due volte (Ecclesiaste 1, 2; 12, 8).

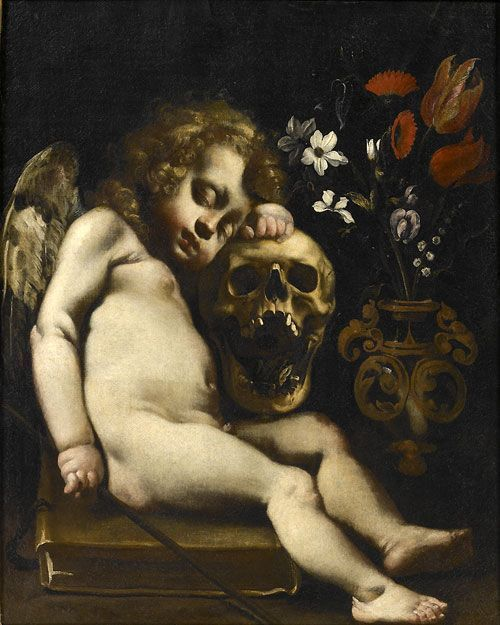
Cupidon endormi del Genovesino sul tema della vanitas (XVII secolo), dipinto ispirato al motto astrologico di Marco Manilio «nascendo morimur» («poiché siamo nati moriremo»).

## Ricorrenze del tema
La costruzione ridondante «vanitas vanitatum» ("Vanità delle vanità") è, in realtà, un calco linguistico dall'ebraico havel havalim. Nella lingua biblica questo tipo di ripetizioni ha un valore superlativo, per cui la traduzione letterale della frase sarebbe la più grande vanità (analogamente, il Cantico dei Cantici significherebbe il più bel Cantico, il Re dei Re starebbe per il Re più potente, e il Sancta Sanctorum starebbe per  il (luogo) più santo).
Con questa locuzione si apre e si chiude il lungo discorso di Qohelet, che occupa i dodici capitoli del libro omonimo. Qohelet, o Ecclesiaste, uomo saggio e maestro, dopo aver esplorato ogni aspetto della vita materiale, giunge alla conclusione (già preannunciata all'inizio del testo) che tutto è vanità. Il che non deve impedire all'uomo di riconoscere in Dio il creatore e di osservare i suoi comandamenti, come conclude il breve paragrafo finale ad opera di un commentatore posteriore.
Nei secoli, però, non tutti i lettori hanno condiviso le conclusioni concilianti del commentatore, e il Qohelet è diventato il simbolo di una più radicale negazione del valore di ogni cosa. A reinterpretare l'Ecclesiaste in senso "nichilista" è, per esempio, Giacomo Leopardi, che nel canto A se stesso traduce il Vanitas vanitatum con L'infinita vanità del tutto.
L'Imitazione di Cristo, un testo letterario cattolico particolarmente noto e pubblicato per la prima volta nel 1418, riprende nella sua introduzione questa massima biblica, aggiungendovi la frase: «praeter amare Deum et illi soli servire» ("eccetto amare Dio e servire Lui solo").
Questo tema è presente anche nell'Orlando Furioso. Infatti nel canto 34 l'Ariosto racconta l'avventura del paladino Astolfo che con il suo Ippogrifo ripete le tappe del viaggio iniziatico: scende negli inferi, ne esce e arriva fin sulla Luna accompagnato da San Giovanni Evangelista, per recuperare il senno del cugino Orlando, pazzo per amore di Angelica. La luna è lo specchio della Terra, infatti qui c'è tutto quello che sul nostro pianeta si è perso o per colpa del tempo o per Fortuna (sorte): "ciò che in somma qua giù perdesti mai,
là su salendo ritrovar potrai" (XXXIV, 70.75).
Vi sono la fama, le preghiere e i voti a Dio, le lacrime e i sospiri degli amanti, il tempo perso al gioco, l'ozio e i progetti vani che non vengono mai messi in pratica, i vani desideri, le adulazioni, i versi composti in lode dei signori, la stessa donazione di Costantino. Solo pazzia non si trova sulla Luna, perché è tutta sulla Terra, gli uomini son tutti pazzi e non vi è nessuno di totalmente savio.
Tutto ciò rappresenta i vani desideri degli uomini e soprattutto di quelli di corte che Ariosto conosce così bene. Desideri vani in cui gli uomini si nascondono ma che non trovano mai e come Orlando poi diventano pazzi, perché non riescono a ottenerli dato che sono finiti proprio lassù, sulla Luna.
Un altro riferimento è presente nel Canzoniere di Francesco Petrarca nel sonetto "Voi ch'ascoltate in rime sparse il suono".
Un ulteriore riferimento lo troviamo nel Decameron di Boccaccio: più precisamente nella settima novella della II giornata (il cui narratore è Panfilo).
Vanitas, Vanitatum Vanitas è anche il nome di un componimento poetico scritto da Johann Wolfgang von Goethe.
La citazione Vanitas vanitatum, omnia Vanitas è riportata alla fine della saga a fumetti I Borgia disegnata da Milo Manara e sceneggiata da Alejandro Jodorowsky, edita da Mondadori.